# Franz Serafin Exner (filozof)
Franz Serafin Exner, také Franz Friedrich Exner (28. srpna 1802 Vídeň – 21. června 1853 Padova), byl rakouský filozof, profesor filozofie a významný univerzitní a školský reformátor.

## Život
Franz Serafin Exner byl jediným synem celníka Josefa Exnera (1770-1836), který se přistěhoval ze Slezska, a jeho manželky Magdaleny, rozené Supper von Rauchenwarth, dcery vinaře z Gumpoldskirchenu v Dolním Rakousku. Po absolvování střední školy ve Vídni studoval v letech 1818 až 1821 filozofii a od roku 1822 práva. Po období studií v Padově v roce 1823 a doktorátu ve Vídni v roce 1827 byl do roku 1831 asistentem pedagogických studií a filozofie. Vliv jeho učitele Rembolda ve Vídni ho přiměl k rozhodnutí věnovat se zcela filozofii.
V roce 1831, ve věku 29 let, byl jmenován řádným profesorem filozofie na Univerzitě Karlově v Praze, kde setrval 17 let - až do svého jmenování ministerským radou na ministerstvu školství (oddělení pro reformu školství) ve Vídni v roce 1848.
V roce 1840 se Franz Exner oženil v Praze s Charlottou Dusensyovou (1816–1859); měli spolu šest dětí, z nichž jedno zemřelo brzy. Jeho dalšími dětmi byli:
- právník Adolf Exner (1841–1894),
- fyzik Karl Exner (1842-1914),
- autorka korespondence s Gottfriedem Kellerem Marie Exnerová (1844–1926), matka zoologa a nositele Nobelovy ceny Karla von Frische,
- lékař a fyziolog Sigmund Exner (1846–1926),
- fyzik Franz Serafin Exner (1849–1926).

Během svého působení v Praze odmítl výzvy na působení na dalších univerzitách.
Již v roce 1844 byl pověřen studijní komisí ve Vídni, aby v rámci své práce konzultanta vypracoval nový učební plán a nový učební řád, byl členem studijní komise pro reformu vysokého školství a vysokých škol. vzdělání ve Vídni.
V roce 1848 se stal ministerským radou na ministerstvu školství (odbor pro reformu školství) ve Vídni, kde působil v letech 1849 až 1851. Ministem škoilství byl Lev Thun-Hohenstein, který byl jeho studentem v Praze, který byl podporovatelem.jeho reformních myšlenek a který se podílel na reorganizaci univerzitního provozu, která se zabývala především svobodou vyučování a učení a propojením výzkumu a výuky. Aby neohrozil udržitelnost a dynamiku projektů, Exner opakovaně odmítl nabídku na ministerský post. Již vážně nemocný odešel v roce 1852 do severní Itálie jako ministerský komisař pro lombardsko-benátský školský systém, aby provedl akademickou reformu v těch provinciích, které v té době ještě tvořily součást rakouského císařství. V důsledku rychle postupující plicní choroby zemřel v Padově v roce 1853. Na renesančním nádvoří univerzity v Padově je mu věnovaný pamětní kámen.

## Dílo
Exnerovy spisy mají převážně filozofický charakter. Byl příznicec učení Johanna Friedricha Herbarta. Kritika Hegela ho vědecky proslavila za hranicemi jeho vlasti. Nicméně z praktického hlediska je jeho angažovanost milníkem pro reformu vzdělávacího systému v Rakousku. Ve svých projektech se přibližil německým studijním podmínkám. V úzké spolupráci s filozofem Hermannem Bonitzem, kterého si Exner zavolal na pomoc z Berlína, vypracoval návrh organizace gymnázií a reálných škol v Rakousku. Přeměna šestitřídních gymnázií na osmitřídní se stala základem pro reorganizaci vysokoškolského studia, neboť ke gymnáziu bylo nově připojeno dvouleté studium všeobecné filozofické.

### Vydané spisy
- Die Stellung der Studierenden auf den Universitäten. Eine Rede. Prag 1837.
- Über Nominalismus und Realismus. Prag 1842.
- Über Leibnizens′ Universal-Wissenschaft. Prag 1843.
- Die Psychologie der Hegelschen Lehre. 2 Hefte, Leipzig 1842 und 1844.
- Über die Lehre von der Einheit des Denkens und Seins. Prag 1848.
- Mit Hermann Bonitz: Organisationsentwurf für österreichische Gymnasien und Realschulen. Wien 1849.